# Страустаун (Пенсилванија)
Страустаун (енгл. Strausstown) град је у америчкој савезној држави Пенсилванија.

## Демографија
По попису из 2010. године број становника је 342, што је 3 (0,9%) становника више него 2000. године.
| Група             | 2000.       | 2010.       |
| Белци             | 333 (98,2%) | 330 (96,5%) |
| Афроамериканци    | 0 (0,0%)    | 3 (0,9%)    |
| Азијати           | 5 (1,5%)    | 0 (0,0%)    |
| Хиспаноамериканци | 2 (0,6%)    | 8 (2,3%)    |
| Укупно            | 339         | 342         |